# Pierre Joseph Chardigny
Pour les articles homonymes, voir Chardigny.
Pierre Joseph Chardigny,, (né Pierre Joseph Demongé le 20 février 1794 à Aix-en-Provence et mort le 23 avril 1866 à Paris) est un sculpteur et médailleur français.

## Biographie
Fils naturel du sculpteur Barthélémy-François Chardigny, il est reconnu le 9 novembre 1810 à Marseille par declaration de Marie Rose Demongé, née 5 décembre 1767 à Puymichel (Basses Alpes).
Élève de son père jusqu'en 1813, il est Admis le 15 septembre 1814 à l'École des beaux-arts de Paris où il a pour professeurs François Joseph Bosio et Pierre Cartellier.
Élu membre de l’Académie des beaux-arts de Paris le 2 décembre 1819, il débute au Salon en 1819 par des médailles et deux bas-reliefs représentant Homère et Bélisaire.

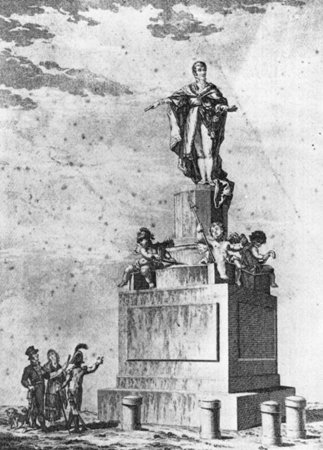
Monument à Ferdinand VII (1831), Barcelone. Vue monument avant sa destruction en 1835.

Il s'installe à Barcelone en 1831 pour l'exécution pour la ville d'une statue du roi Ferdinand VII> Une copie en a été coulée pour la ville de Grenade en 1835.
Il revient en France et est nommé secrétaire de la Société libre des beaux-arts pour l'année 1833.
En 1836, il propose en 1836 un projet de couronnement pour l'arc de triomphe de l’Étoile à Paris.
En 1838, à la suite d'un jugement de faillite, il part à Londres pour échapper à une condamnation. Pendant son séjour à Londres, il est professeur, directeur d'une école d'art et expose un médaillon à la Royal Academy.
De retour en France, il expose les bustes de Junon et L'Innocence. En 1847, il réalise le buste en bronze de l'ingénieur mécanicien Henri Gambey qui orne sa tombe au cimetière du Père-Lachaise. En 1848, il réalise un médaillon en plâtre de Joseph Réattu exposé au Salon. Trois exemplaires de ce médaillon ont été réalisés : ils sont conservés à Paris au musée du Louvre, au musée Réattu d'Arles et au palais Longchamp à Marseille. Il travaille  ensuite au palais du Louvre à la restauration de la galerie d'Apollon sous les ordres de Félix Duban.
En 1855, il effectue un nouveau séjour en Espagne à Grenade, d'où il envoie un buste en marbre de la Sainte Vierge pour l'Exposition universelle de 1855 à Paris au palais de l'Industrie. Il envoie ses deux groupes en terre cuite, Satyre et Bacchante et Mercure et Khione, au Salon de 1866. 
Il meurt à Paris à l'hôpital Necker le 23 avril 1866.

## Distinctions
- Chevalier de l'ordre d'Isabelle la Catholique
- Chevalier de l'ordre du Lion néerlandais

## Œuvres

### Œuvres dans les collections publiques
- Aix-en-Provence, musée Granet : Jacques Réattu, médaillon.
- Arles, musée Réattu : Jacques Réattu, médaillon en terre cuite.
- Compiègne, château de Compiègne :
  - Napoléon III, buste en bronze ;
  - L'Impératrice Eugénie, buste en bronze.
- Gray, musée Baron-Martin : Esculape, Dieu de la Médecine, 1854, bronze, 12 × 7 × 6 cm.
- Marseille, musée des Beaux-Arts :
  - Habeneck, buste en terre cuite ;
  - Jacques Réattu, médaillon.
- Paris :
  - cimetière du Père-Lachaise : Henri Gambey, buste en bronze
  - église Saint-Augustin : Le Prophète Daniel, statue en pierre, façade latérale droite.
  - hôtel de ville : Jean Goujon, statue en pierre.
  - musée du Louvre : Jacques Réattu, médaillon.
  - palais Garnier, galerie du glacier : Habeneck, buste en marbre
  - palais de justice : Berthereau, ancien président du tribunal de 1re instance, 1859, buste en pierre. Atrium du 1er étage conduisant aux chambres civiles. Buste payé 1 300 francs par le préfet de Seine.
  - Palais-Royal, appartements : Louis-Philippe Ier, 1830, buste.
- Pau, musée des Beaux-Arts : Henry IV, buste en bronze.
- Périgueux, musée d'art et d'archéologie du Périgord : Dante, buste.
- Troyes, musée des Beaux-Arts :
  - Louis Ulbach, buste en bronze ;
  - Pierre-Jean de Béranger, buste en bronze.

### Œuvres non localisées
- Léda, 1823, statue demi-nature en plâtre[réf. nécessaire].
- Buste du roi René[réf. nécessaire].
- Buste de Monseigneur de Belzunce, évêque de Marseille[réf. nécessaire].
- Junon, 1850, buste en marbre[réf. nécessaire].
- L'Innocence, 1850, buste en marbre[réf. nécessaire].
- Antoine Coypel, 1851, buste en plâtre (commande sans suite)[15].

### Médaille
- Monseigneur de Belzunce, 1821, médaille commémorative de la peste de 1720.
- Alexandre-Ange de Tayllerand-Périgord, archevêque de Paris, 1821.
- Bernardin de Saint-Pierre, 1823.

Œuvres de Pierre Joseph Demongé Chardigny
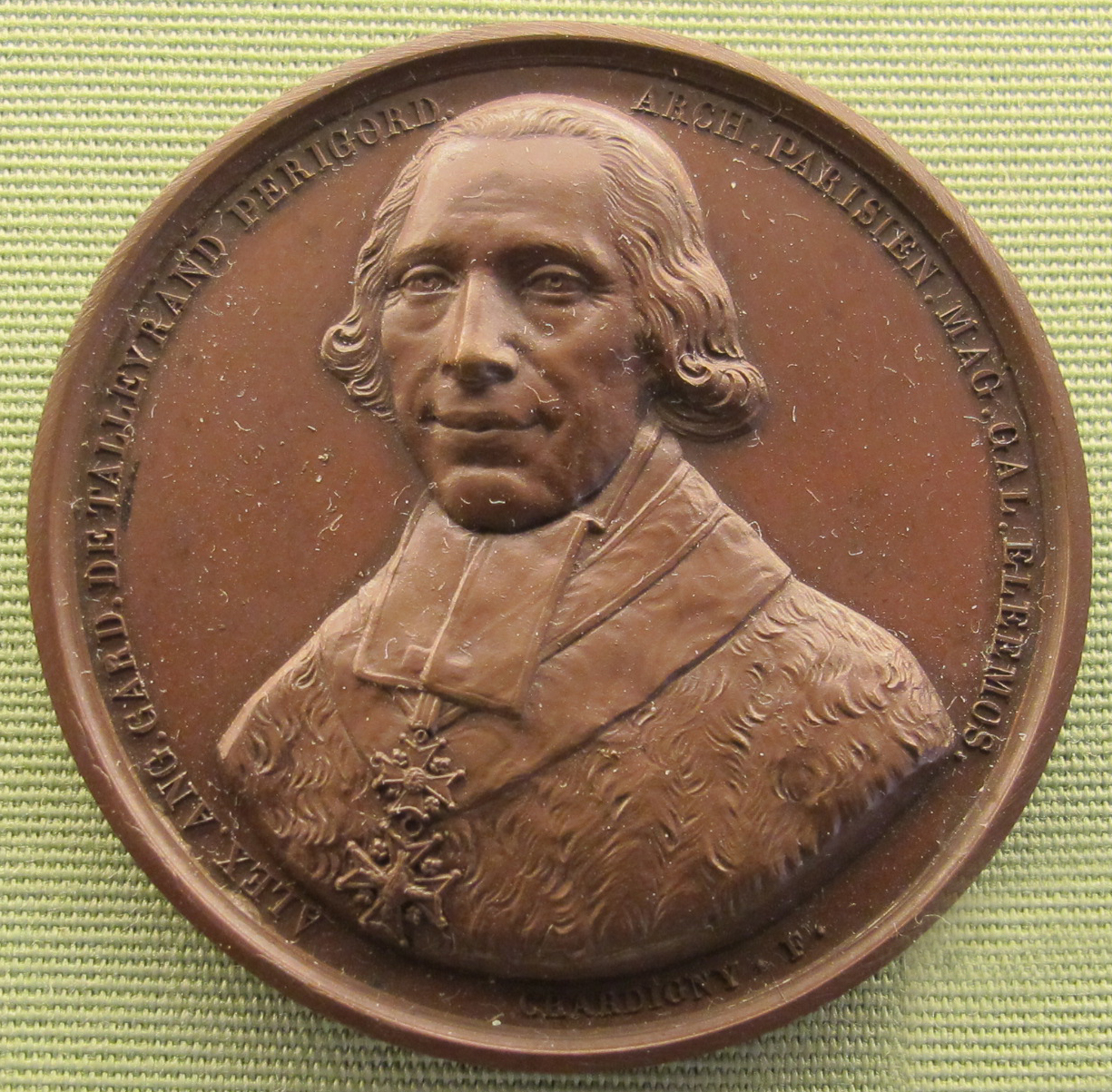
Alexandre-Ange de Tayllerand-Périgord, archevêque de Paris (1821), médaille.
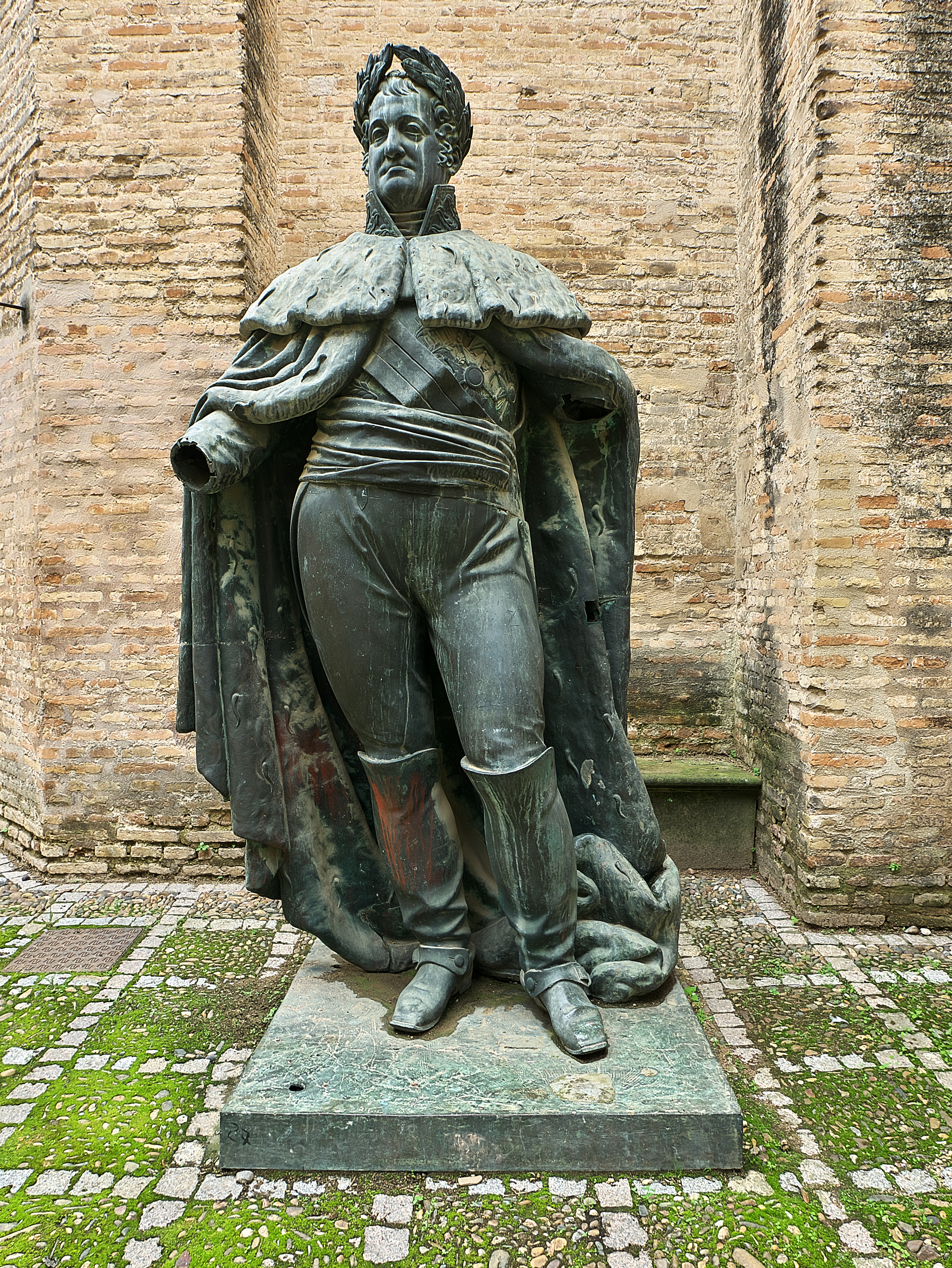
Ferdinand VII (1831), Séville, couvent de Santa Clara. Vestige du monument barcelonais.
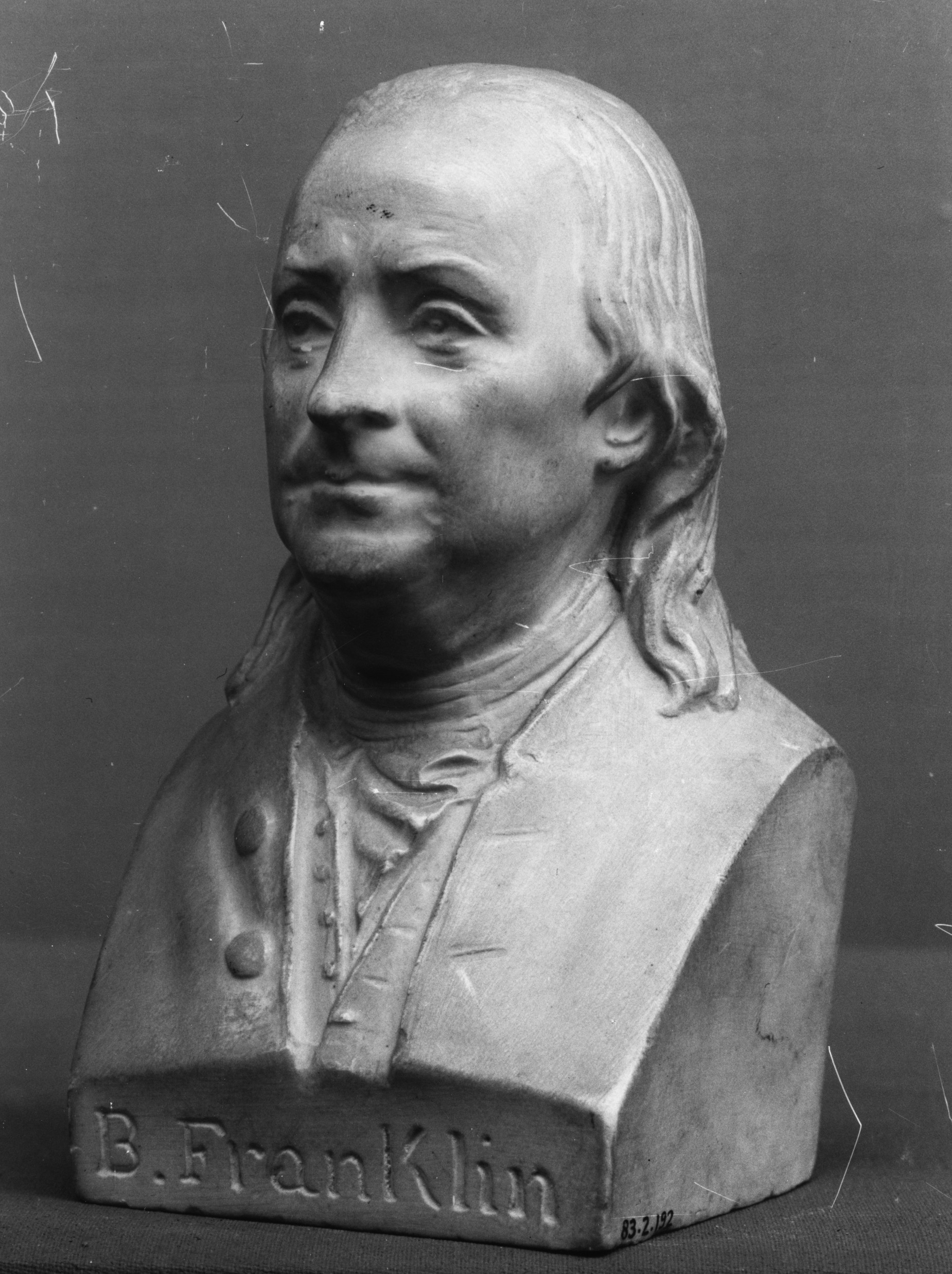
Benjamin Franklin (1851), New York, Metropolitan Museum of Art.
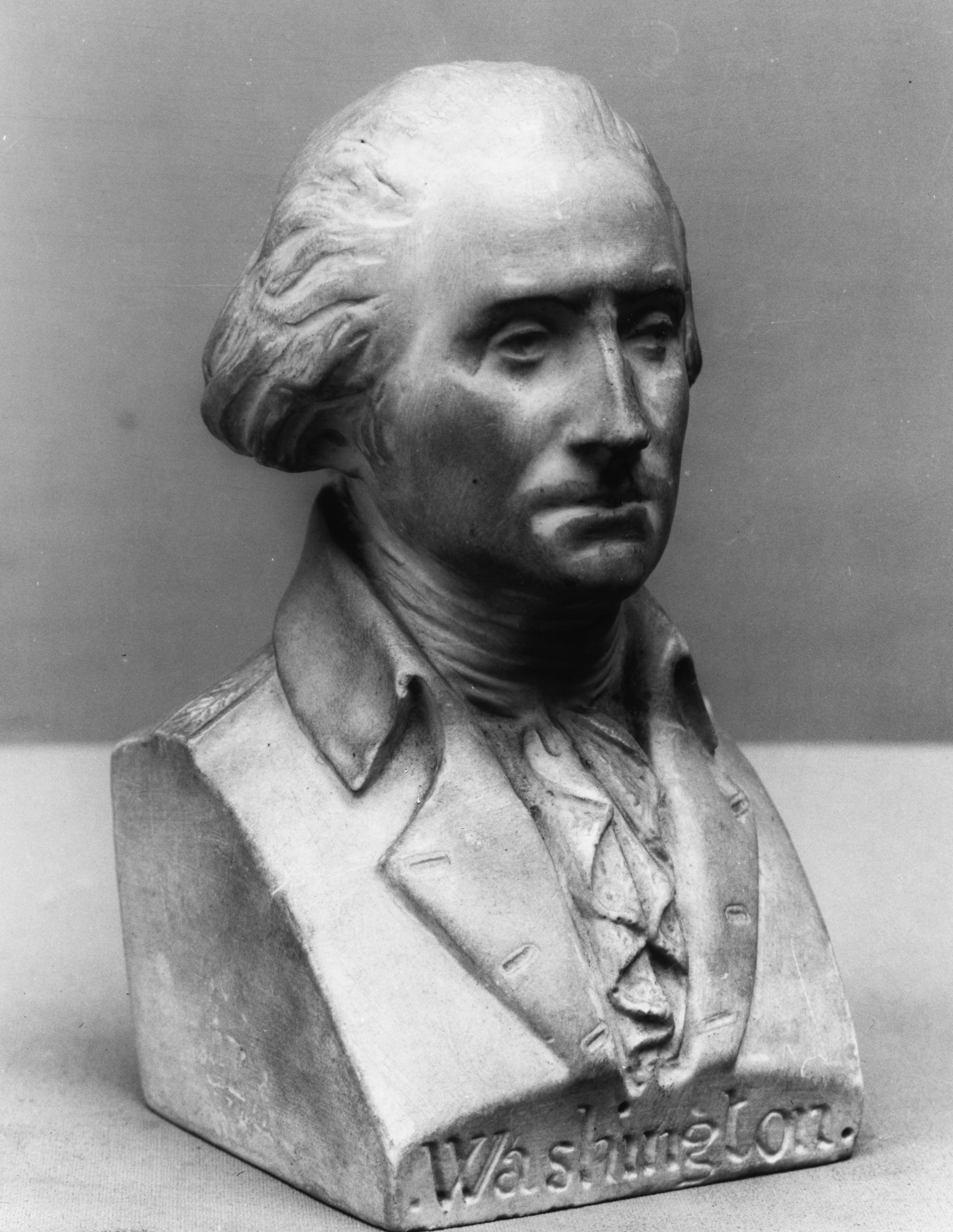
George Washington (1852), New York, Metropolitan Museum of Art.
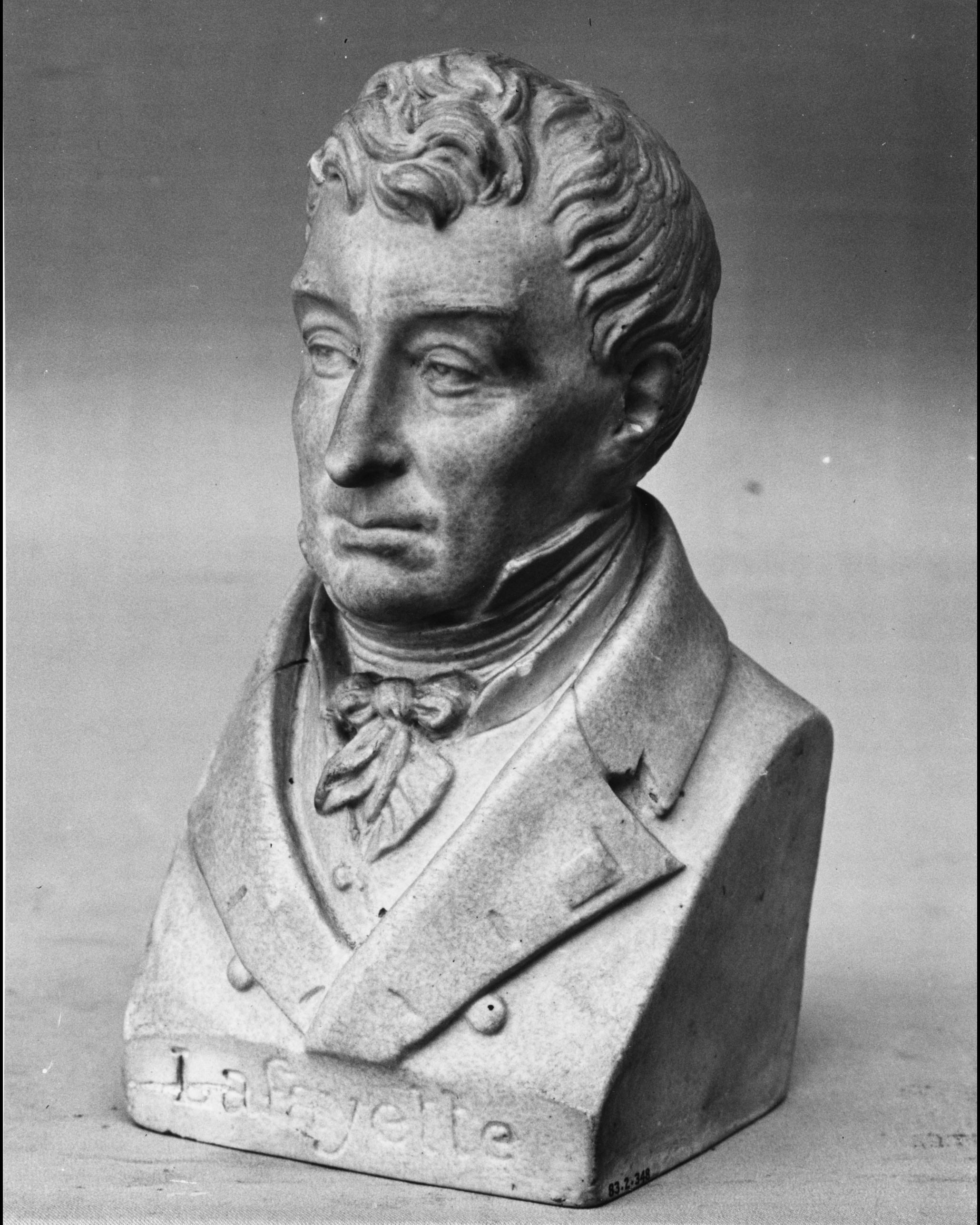
Le Marquis de Lafayette (entre 1856 et 1883), New York, Metropolitan Museum of Art.

## Salons et expositions
- Salon :
  - 1819 : Homère et Bélisaire, bas-reliefs ; deux médailles.
  - 1822 : Le Cardinal de Talleyrand-Périgord, buste (no 1375[16].
  - 1824 : Le Duc d'Angoulême et SAR Monsieur, bustes en bronze ; Jeune Nymphe jouant avec un cygne.
  - 1827 : Vierge, buste (exposé au Louvre[Quand ?]).
  - 1835 : Baigneuse, statue en plâtre.
  - 1847 : Un magistrat, statue demi-nature en marbre ; Figure de Vierge, marbre.
  - 1848 : Joseph Réattu, médaillon en plâtre ; Gambey, buste en plâtre.
  - 1850 : Saint Augustin, évêque d'Hippone, statue colossale en plâtre.
  - 1866 : Satyre et Bacchante, groupe ; Mercure et Khione.
- Exposition universelle de 1855 à Paris : Vierge, buste en marbre.